# Вавилов, Геннадий Алексеевич
Генна́дий Алексе́евич Вави́лов (род. 7 мая 1932, Абдулино, Оренбургская область) — композитор, педагог, заслуженный деятель искусств РСФСР (1987), народный артист Республики Карелия (1995).

## Биография
В годы Великой Отечественной войны был сыном полка — исполнял обязанности фронтового горниста.
В 1948 году окончил Уфимское военно-музыкальное училище по классу трубы, в 1958 году — музыкальное училище при Московской консерватории (класс композиции Е. И. Месснера). В 1959—1960 годах занимался в Московской консерватории по классу профессора Е. К. Голубева.
С 1966 года, после окончания Ленинградской консерватории (класс композиции профессора О. Е. Евлахова), преподаёт в Петрозаводском музыкальном училище им. К. Э. Раутио, с 1968 года — на кафедре теории музыки и композиции Петрозаводской консерватории. Профессор Петрозаводской государственной консерватории им. А. Глазунова, член Союза композиторов СССР (1968), Союза композиторов Республики Карелия.
Сотрудничает со средней общеобразовательной школой № 1 с углубленным изучением предметов художественно-эстетического профиля (Петрозаводск), детской музыкальной школой (Костомукша), названной в мае 2000 года его именем.
С 2002 года в Костомукше проводится Международный открытый юношеский конкурс пианистов Баренц-региона имени композитора Геннадия Вавилова.

## Творчество
Я убеждён, что без опоры на народное творчество ни один композитор существовать не может.— Г. А. Вавилов

### Избранные произведения
- 17 сонат для фортепиано
- 6 симфоний
- симфониетта
- Эпическая поэма для симфонического оркестра
- Вепсская рапсодия
- Карельская тетрадь в 9 частях
- 14 фортепианных сюит
- две сонаты для скрипки и фортепиано
- два скрипичных концерта
- струнный квартет
- более ста вокальных произведений.

Пишет также музыку для детей.
Песня «Кондопожские зори» (1986) в течение многих лет являлась песней-гимном города Кондопога, её мелодия служила позывными Кондопожского радио.

## Награды и признание
- Премия комсомола Карельской АССР (1978)
- Заслуженный деятель искусств Карельской АССР (1981)
- Заслуженный деятель искусств РСФСР (1987)
- Народный артист Республики Карелия (1995)
- Лауреат Республики Карелия (1998).
- Награды Всемирного конгресса деятелей культуры, науки и искусства:
  - Большая золотая медаль, Платиновый диск «За суперталант в искусстве», признание «Человеком года — 96» (XXIII конгресс, Сан-Франциско, США; 1996)
  - Большая золотая медаль, признание «Человеком года — 97» (XXIV конгресс, Оксфорд, Англия; 1997)
  - Большая золотая медаль, «Золотой ключ» (XXV конгресс, Новый Орлеан, США; 1998)
- Орден Дружбы (30 сентября 2002 года) — за многолетнюю плодотворную деятельность в области культуры и искусства[6]
- Почётный гражданин Петрозаводска (2007)
- Почётный гражданин Карелии (2011)[7]
- Почётный доктор Петрозаводского университета (2013)[8]
- Орден «За заслуги перед Отечеством» IV степени (20 мая 2013 года) — за большие заслуги в развитии отечественной культуры и искусства, многолетнюю плодотворную деятельность[9].
- Орден «Сампо» (28 октября 2019 года, Республика Карелия) — за особо выдающиеся заслуги перед Республикой Карелия и её жителями в области культуры, искусства, науки, спорта, здравоохранения, государственного строительства и особо выдающиеся достижения в экономической, социально-культурной, государственной и общественной деятельности[10]
- Имя Г. Вавилова внесено в 15-й том справочника «Кто есть кто?» (Международный биографический центр, Кембридж).